# Téléphérique de Providência
Le Teleférico da Providência est un système de téléphérique qui fonctionne à Morro da Providência, dans la zone centrale de Rio de Janeiro. Il a été exploité de 2014 à 2016 par le concessionnaire Porto Novo.
Il se compose d'une seule ligne, qui compte 3 stations et mesure 721 m de long. Le système est devenu opérationnel le 2 juillet 2014. La gare Central do Brasil permet l'intégration avec d'autres modes de transport, tandis que depuis la gare de Gamboa, il est possible d'établir une connexion avec la station Parada Providência du Tramway de Rio.
Au total, 75 millions de Reals ont été dépensés pour la construction du téléphérique. Le système est exploité par 16 cabines, chacune capable de contenir huit passagers assis et deux passagers debout, qui, ensemble, peuvent transporter jusqu'à 1 000 passagers par heure dans chaque direction .

## Construction
Le projet de mise en œuvre du téléphérique a débuté en 2010. Les travaux, commencés en février 2012, se sont achevés environ un an plus tard, en mai 2013 . Cependant, il y a eu un retard de plus d'un an pour le démarrage de l'opération en raison des difficultés à trouver une entreprise privée qui voulait exploiter le système. Le système a finalement été inauguré le 2 juillet 2014 avec la CDURP comme opérateur.
Le système a été mis en œuvre dans le cadre de Porto Maravilha, une opération urbaine visant à revitaliser la zone portuaire de Rio de Janeiro. Le service est inopérant depuis le 17 décembre 2016 et, actuellement, la CDURP a l'intention de faire une offre afin de définir le nouvel opérateur du système. Le coût de maintenance du système était, à la mi-2019, de 1,4 million de Reals.

## Stations
Le système se compose de 3 stations en fonctionnement, toutes surélevées. Le tableau ci-dessous répertorie le nom, la date d'ouverture, le quartier, la position et les coordonnées géographiques de chaque station :
| Nom               | Inauguration      | Quartier | Latitude      | Longitude     |
| ----------------- | ----------------- | -------- | ------------- | ------------- |
| Central do Brasil | 2 juillet 2014    | Centro   | 22° 54' 08" S | 43° 11' 30" O |
| Américo Brum      | 2 juillet de 2014 | Gamboa   | 22° 53' 57" S | 43° 11' 39" O |
| Gamboa            | 2 juillet 2014    | Gamboa   | 22° 53' 51" S | 43° 11' 46" O |